# Yan Hong
Yan Hong (chinesisch 阎红, Pinyin Yán Hóng, * 23. Oktober 1966 in Tieling, Provinz Liaoning) ist eine ehemalige chinesische Leichtathletin.
Sie gewann bei den Leichtathletik-Hallenweltspielen 1985 in Paris die Silbermedaille im 3000-Meter-Bahngehen. Am 16. März 1985 unterbot sie mit einer Zeit von 44:14 Minuten über 10 Kilometer den damaligen Weltrekord von Olga Krischtop um 38 Sekunden. Im selben Jahr siegte Yan auf der 10-Kilometer-Distanz beim Weltcup der Geher auf der Isle of Man und wurde über 5000 Meter auf der Bahn Zweite bei der Universiade in Kōbe.
Bei den Leichtathletik-Weltmeisterschaften 1987 in Rom gewann sie über 10 Kilometer die Bronzemedaille hinter Irina Strachowa aus der Sowjetunion und der Australierin Kerry Saxby.